# Motor con levas en el bloque

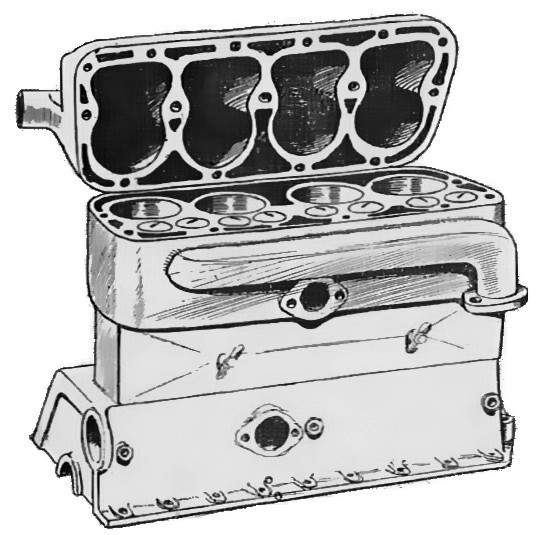
Bloque y culata en L de un motor de cuatro cilindros. Los cuatro orificios de admisión y los cuatro de escape se sitúan alineados en el bloque, al mismo lado de los cilindros

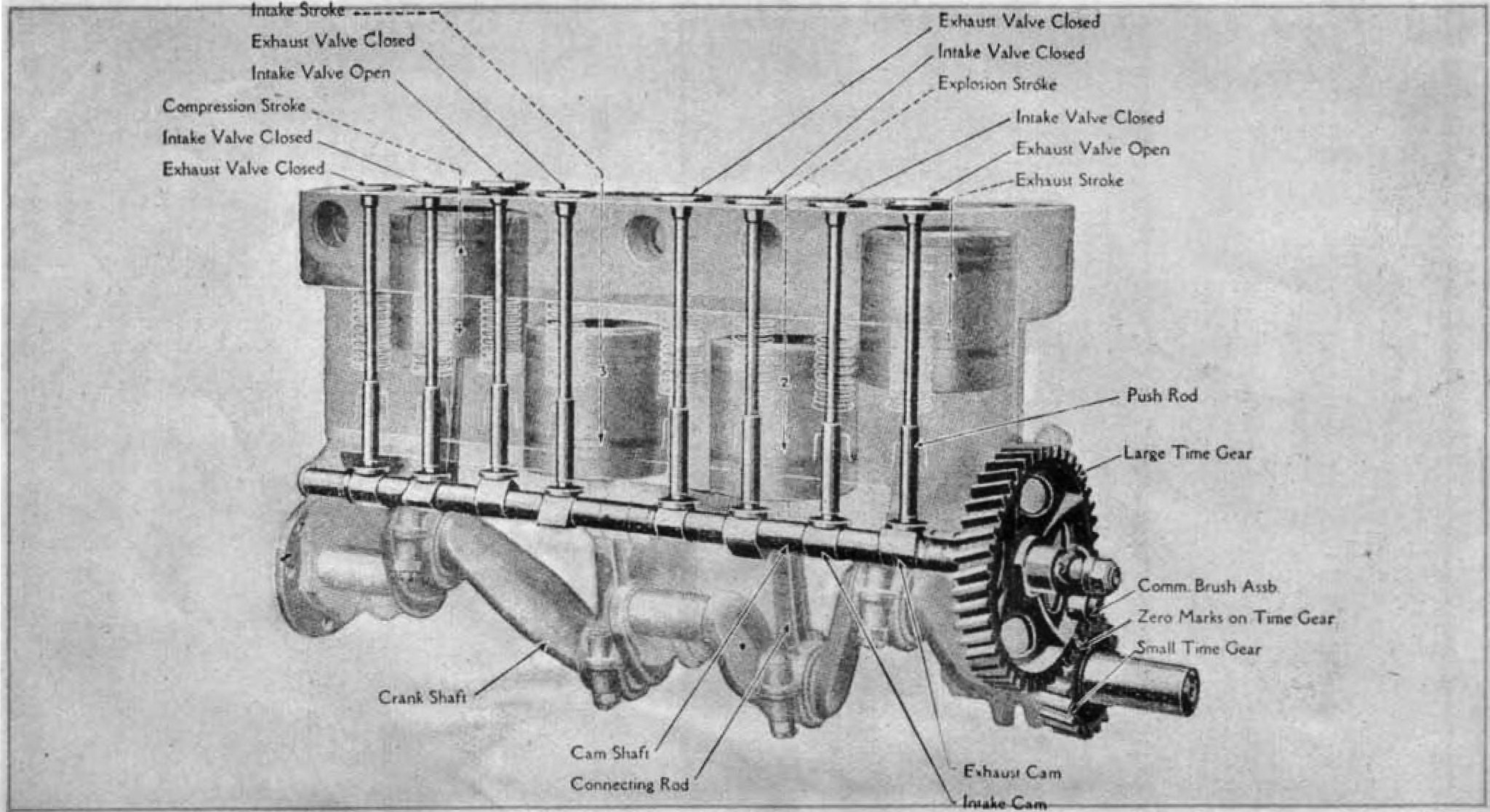
Árbol de levas en el bloque de un motor Ford con culata en L

Un motor con levas en el bloque es un tipo antiguo de motor de pistones en el que el árbol de levas que acciona las válvulas está colocado dentro del bloque de cilindros, generalmente a un lado y ligeramente por encima del cigüeñal en un motor en línea o directamente encima del cigüeñal en los motores en V. Este diseño contrasta con el de un árbol de levas en cabeza (OHC), situado dentro de la culata y que acciona las válvulas directamente o mediante balancines cortos.
La colocación del árbol de levas dentro del bloque del motor tiene una larga historia, siendo el motor Ford V8 de culata plana un ejemplo de este tipo. Los motores de válvulas en cabeza pero con el árbol de levas en el bloque y varillas de empuje, se usaron durante mucho tiempo en los motores con cilindros en línea de Chevrolet y de Buick desde la década de 1930 hasta mediados de la década de 1950 y en varios motores similares de seis cilindros hasta el amplio empleo de la configuración V6 en la década de 1980.
Hay cuatro diseños principales de motores con levas en el bloque:
- Culata en L (también conocida como bloque-L, culata plana o de válvulas laterales):

- Las válvulas de admisión y de escape se encuentran una junto a otra en el bloque, al mismo lado del cilindro
- Culata en T:

- Las válvulas de admisión y de escape se encuentran en el bloque, pero una a cada lado del cilindro
- Culata en I (también conocida como de válvulas superiores (OHV)):

- Las válvulas de admisión y de escape se encuentran en la culata
- Culata en F:

- Las válvulas de admisión se encuentran en la culata y las de escape en el bloque

## Culata en L

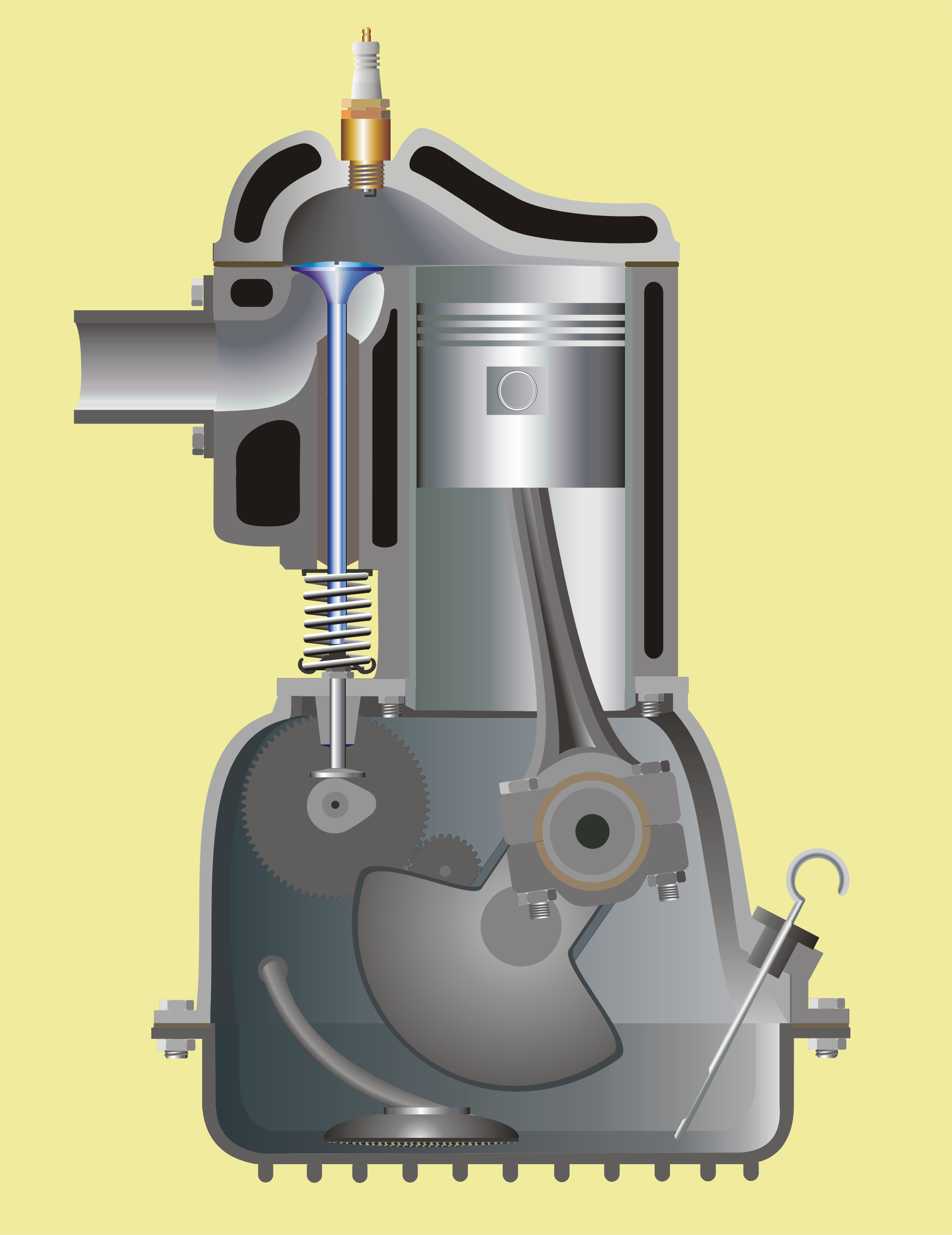
Motor de culata en L, con la cámara de flujo turbulento ideada por Harry Ricardo

La culata en L (culata plana) es un término que se refiere a la configuración del tren de válvulas con varillas de empuje en la que las válvulas se colocan en el bloque del motor al mismo lado de los pistones. El diseño era común en los primeros diseños de motores, pero desde entonces ha dejado de utilizarse. 
Generalmente, los motores de culata en L utilizaban una pequeña cámara en un lado del cilindro para alojar las válvulas. Esto tiene una serie de ventajas, principalmente porque simplifica mucho la culata. También significa que las válvulas se pueden operar presionando directamente hacia arriba, en lugar de necesitar algún tipo de disposición mecánica para empujarlas hacia abajo. También puede permitir un sistema de enfriamiento un poco más sencillo, ya que las válvulas y las varillas de empuje están fuera del camino del cilindro, lo que simplifica la construcción de una camisa de enfriamiento. La línea de tomas situadas a lo largo del lado del motor lleva al nombre de cabeza en L, debido a que los cilindros tienen la forma de una L invertida. Esta configuración también se conoce como de válvulas laterales, ya que las válvulas están ubicadas a un lado de los cilindros.
Como aspectos negativos, el motor de culata en L requiere que el flujo de aire realice al menos un giro de 90° para entrar al cilindro, lo que lo hace menos eficiente; coloquialmente se dice que el motor tiene una "respiración" más pobre. La respiración es un aspecto que no se cuidó demasiado en los primeros motores producidos en serie porque no podían funcionar durante mucho tiempo y de manera fiable a altas velocidades debido a otros factores. Esta fue una preocupación menor, compensada por los beneficios derivados de una mayor simplicidad mecánica. 
Aunque los motores de 4 y 6 cilindros en línea con culata en L se usaron con frecuencia en toda clase de vehículos, el motor de automóvil con culata en L más conocido es el Ford V-8 de principios del siglo XX, que tiene ambos juegos de válvulas (admisión y escape) ubicados en el interior de la "V", y todas son operadas por un solo árbol de levas ubicado sobre el cigüeñal. Los gases de escape siguen un largo camino para salir del motor. Esto implicaba que el motor necesitase un radiador inusualmente grande para evitar el sobrecalentamiento bajo un uso intenso y sostenido. Un diseño de culata plana en un motor en V, con el sistema de admisión de aire/combustible y todas las válvulas de escape y admisión dentro de la "V" requiere que los gases de escape pasen entre los cilindros al exterior de la V para alcanzar el sistema de escape. El calor del gas de escape pasa así al refrigerante (cuando sale del motor entre los cilindros). En el diseño del Ford V-8 de culata plana, fabricado desde 1932 hasta 1952, el puerto de escape central en el exterior del bloque expulsaba los gases de dos cilindros, lo que agravaba el problema de las altas temperaturas. Este problema de "mucho calor en el medio" hace que este motor en particular fuera propenso a sufrir tensiones relacionadas con el calor, produciéndose grietas en el bloque de cilindros. Los gases de escape de un motor en línea salen del bloque más directamente y no se cruzan entre los cilindros, siendo un diseño más estable a la temperatura. Siempre que los puertos de escape y las válvulas estén en la culata, el calor de escape tiene mucho menos tiempo para calentar el refrigerante, y dichos motores son más duraderos en condiciones de carga elevada, de manera que un motor de tamaño similar requerirá menos capacidad del radiador de refrigeración que un V-8 de culata plana. 
Debido a los problemas de sobrecalentamiento y eficiencia, los motores de culata en L cayeron en desuso con bastante rapidez (antes de la Primera Guerra Mundial) para aplicaciones de alta potencia como los motores aeronáuticos. Pero perduraron durante algún tiempo en el mundo del automóvil, y se utilizaron por ejemplo en el Jeep de la Segunda Guerra Mundial. Las culatas en L ya no se utilizan en motores de automóviles, aunque siguen siendo de uso común para aplicaciones de motores pequeños en cortadoras de césped y generadores. Debido a su diseño propenso a la retención de calor, el tamaño de las válvulas y la relación de compresión son limitados (la válvula/cámara de combustión está alejada de la parte superior del pistón, creando típicamente un espacio de combustión más grande, y por lo tanto una relación de compresión más baja), lo que a su vez reduce la potencia disponible y la economía. No todas las culatas en L se utilizan en motores con levas en el bloque; la ubicación del árbol de levas puede variar en este diseño.

## Culata en T

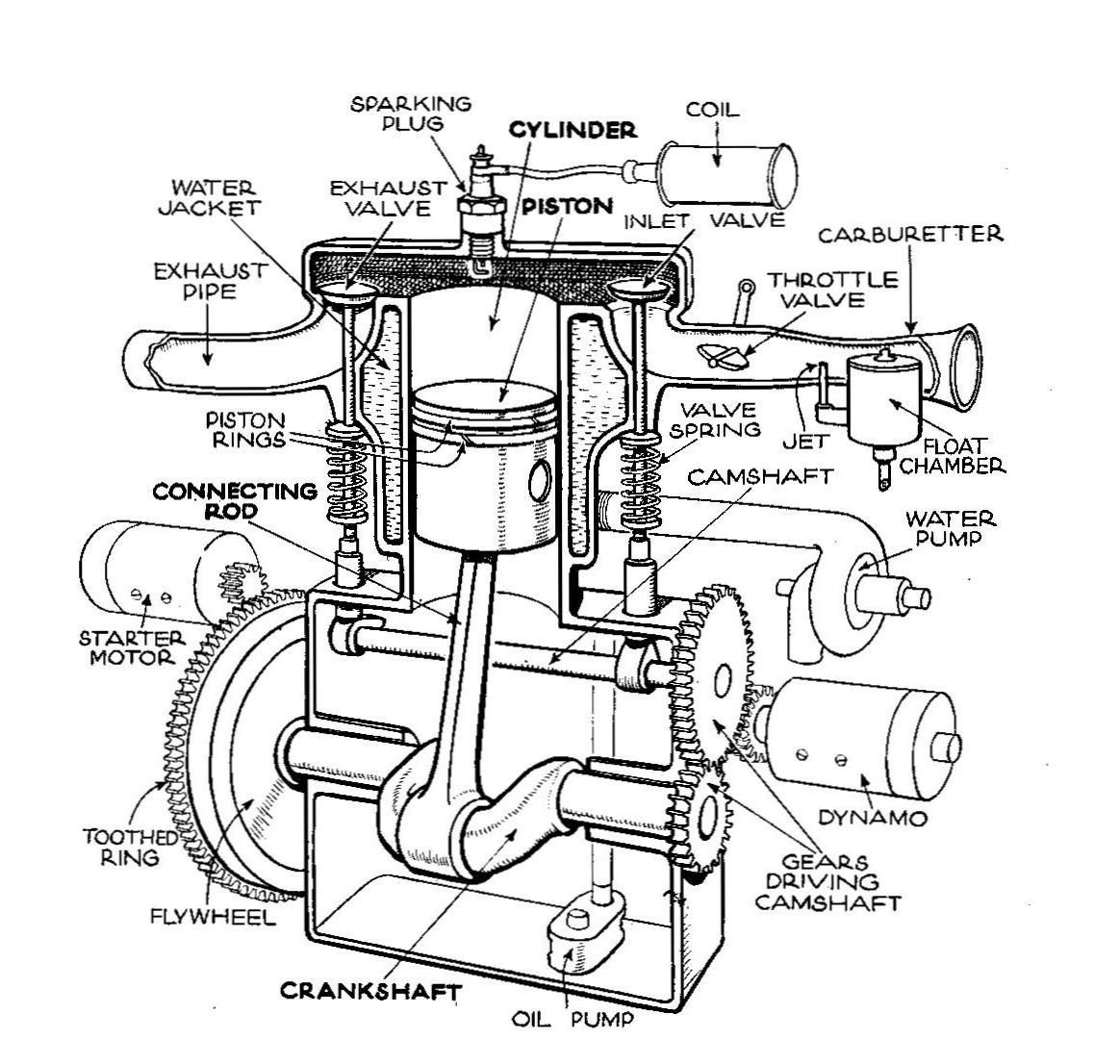
Motor de flujo cruzado con culata en T

Los motores de culata plana en T tienen un diseño de flujo cruzado, con las válvulas de escape en el lado opuesto de las válvulas de admisión. Un motor monocilíndrico de culata en T solo necesita un árbol de levas; las culatas en T de varios cilindros necesitan dos.

## Culata en I
El diseño de una culata en I se caracteriza porque las válvulas y puertos de entrada y de salida están situados en la culata. Fue desarrollada por el escocés-estadounidense David Dunbar Buick. Empleaba válvulas accionadas por varillas de empuje paralelas a los pistones y todavía se usa hoy en día en algunos diseños (en particular, varios motores producidos por General Motors y Chrysler). 
Tiene varias ventajas sobre los diseños de culatas en L y en F, pero la más notable es el hecho de que la carga de admisión y los gases de escape tienen una ruta más directa dentro y fuera de las cámaras de combustión, aumentando la potencia, mejorando la eficiencia del combustible y reduciendo las emisiones de los gases de escape nocivos.

## Culata en F
El diseño de la culata en F (que no debe confundirse con la culata plana) se puede considerar como una combinación de la culata en L y de la culata en I: el colector de admisión y sus válvulas se encuentran encima de los cilindros (en la culata, como en un diseño en I) y se accionan mediante varillas de empuje, pero el colector de escape y sus válvulas se encuentran al lado de los cilindros (en el bloque, como en un diseño de culata en L). Las válvulas de escape están situadas aproximadamente o exactamente paralelas a los pistones; sus caras apuntan hacia arriba y no son accionadas por varillas de empuje, sino por contacto directo con un levantador conectado con el árbol de levas. También se realizó una variación inversa de la culata en F con admisión lateral y escape en cabeza: las conversiones a válvulas de escape superior de los motores Ford V8 de culata plana sirvieron para disminuir los problemas de sobrecalentamiento bajo carga en el servicio comercial. La familia de motores de motocicletas de 4 cilindros Indian/Henderson utilizaba ambos diseños: el escape superior se tuvo en consideración para evitar problemas de sobrecalentamiento. 
Era un diseño de motor más caro, aunque sus ventajas sobre los motores de culata en L de la competencia incluían más potencia debido a su mayor compresión, mejor flujo de mezcla de admisión, menos susceptibilidad a las explosiones expontáneas y una mayor fiabilidad del enfriamiento de las válvulas de escape y de sus resortes (reduciendo a la mitad el número de varillas de empuje de un motor OHV). Con solo una válvula en la culata y otra en el bloque, se podían usar válvulas más grandes que en un motor OHV, compensando el flujo de aire más pobre de una válvula de escape lateral. 
Durante años, las empresas británicas de automóviles Rolls-Royce y Rover utilizaron esta disposición. De 1927 a 1929, la firma estadounidense Hudson también utilizó un motor de 6 cilindros de esta forma (no debe confundirse con el motor del Hudson ganador de carreras de la década de 1950). El último uso importante fue el motor Willys Hurricane, utilizado en Jeeps civiles en las décadas de 1950 y 1960, reemplazado por el diseño de culata en I.
|  |  |  |  |